# Pfauen-Kaiserfisch
Der Pfauen-Kaiserfisch (Pygoplites diacanthus) ist die einzige Art der Gattung Pygoplytes aus der Familie der Kaiserfische (Pomacanthidae).

## Verbreitung
Er hat ein weites Verbreitungsgebiet, das vom Roten Meer über den Indischen Ozean bis in den Pazifik nach Tahiti reicht. Im Great Barrier Reef an der Nordostküste Australiens ist er der häufigste Kaiserfisch. Pfauen-Kaiserfische leben in Tiefen von 1 bis 50 Metern, meist 10 bis 20 Meter tief, in Arealen mit starkem Korallenwuchs und vielen Verstecken.

## Verhalten
Die Tiere leben meistens einzeln, aber manchmal auch als Paar. Sie sind immer in Bewegung und suchen Höhlen und Riffspalten nach Nahrung ab. Jungtiere leben dort standortgetreu in Verstecken im Riff.

## Ernährung
Pfauen-Kaiserfische scheinen Nahrungsspezialisten zu sein, die sich nur von Schwämmen und Seescheiden ernähren.

## Aquarienhaltung
Pfauen-Kaiserfische werden gelegentlich für die Haltung in Meerwasseraquarien importiert. Der Fisch gilt als extrem empfindlicher, schwieriger Pflegling, der oft das Futter verweigert und nach wenigen Wochen eingeht. Selbst in großen Schauaquarien lebt er nur selten länger als ein halbes Jahr. Verantwortliche Liebhaber sollten vom Kauf absehen. Das gilt für alle Großkaiserfische.